# Masaki Yokotani
Masaki Yokotani (Prefectura de Kyoto, Japó, 10 de maig de 1952), és un exfutbolista japonès.

## Selecció japonesa
Masaki Yokotani va disputar 20 partits amb la selecció japonesa.